# Коментатор
Коментатор (на английски: comment: забележка, коментар) е човек, който обсъжда социални, политически, културни или спортни събития, обикновено в контекст и интерес на цялото общество. Съществуват телевизионни и радио коментатори.
Много от събитията се коментират на живо, без предварителен скрипт, макар коментаторите да имат подготвени материали, като например спортни статистики или биографични данни.